# Toyota Kata
Toyota Kata é uma técnica de gestão do processo de melhoria contínua proposta por Mike Rother no livro "Toyota Kata: Managing People for Improvement, Adaptiveness and Superior Results" (traduzido para o português como “Toyota Kata: Gerenciando Pessoas para Melhoria, Adaptabilidade e Resultados Excepcionais”). Ao estudar o do processo de melhoria contínua desenvolvido pela Toyota, Mike Rother concluiu que não são as soluções em si que fornecem vantagem competitiva sustentada e sobrevivência a longo prazo, mas o grau em que a organização domina uma rotina eficaz para desenvolver soluções de adaptação repetidamente, por caminhos imprevisíveis.
No livro, o autor explica as técnicas de Kata de Melhoria e Kata de Coaching, que são meios para tornar ensinável o processo de melhoria contínua observado no Sistema Toyota de Produção. De acordo com Rother, o Toyota Kata é “a busca sistemática das condições desejadas, através da utilização das capacidades humanas de forma concertada”.

## Visão Geral
Mike Rother propõe que não são as soluções em si que fornecem vantagem competitiva sustentada e sobrevivência a longo prazo, mas o grau em que uma organização domina uma rotina eficaz para desenvolver soluções adequadas repetidamente, ao longo de caminhos imprevisíveis. Isso requer o ensino das habilidades por trás da solução.
Nessa abordagem de gestão, uma tarefa primordial dos líderes e gerentes é desenvolver as pessoas para que os resultados desejados possam ser alcançados. Eles fazem isso fazendo com que os membros da organização (líderes e gerentes incluídos) pratiquem deliberadamente uma rotina, ou kata, que desenvolve e canaliza suas habilidades criativas. Kata são padrões que são praticados para que se tornem uma segunda natureza, e originalmente eram sequências de movimentos nas artes marciais.

### O Kata de Melhoria
O kata de melhoria é uma rotina para passar da situação atual para uma nova situação de forma criativa, direcionada e significativa. É baseado em um modelo de quatro etapas:
- Etapa 1: Compreensão da direção ou desafio - Inicia-se com a pergunta: “qual é o desafio?”
- Etapa 2: Compreensão da situação atual - É a da compreensão da situação atual da empresa frente ao desafio proposto.
- Etapa 3: Estabeleça a próxima condição-alvo - Defina a próxima condição de destino.
- Etapa 4: Experimentação contra obstáculos - Mova-se em direção a essa condição-alvo de forma iterativa, o que revela obstáculos que precisam ser trabalhados.

Em contraste com as abordagens que tentam prever o caminho e focar na implementação, o kata de melhoria se baseia na descoberta que ocorre ao longo do caminho. As equipes que usam o kata de melhoria aprendem à medida que se esforçam para atingir uma condição-alvo e se adaptam com base no que estão aprendendo.
O Toyota Kata afirma que o padrão de pensamento e comportamento do Kata de melhoria é universal; aplicável não só nos negócios, mas na educação, política, vida diária, etc. desconhecidos que encontram. Em vez de tentar manter um senso de certeza baseado na perspectiva de alguém, as pessoas podem obter confiança de um kata para trabalhar com a incerteza. [2] : 18 
A noção de Kata de Melhoria como um processo de melhoria contínua contribuiu também para a formação do movimento DevOps.

### O Kata de Coaching
O Kata de coaching é uma rotina usada para ensinar o kata de melhoria e requer experiência prévia com a prática do kata de melhoria.